# Neuroleon (Neuroleon) arenarius
Neuroleon (Neuroleon) arenarius is een insect uit de familie van de mierenleeuwen (Myrmeleontidae), die tot de orde netvleugeligen (Neuroptera) behoort. 
Neuroleon (Neuroleon) arenarius is voor het eerst wetenschappelijk beschreven door Navás in 1904.